# Медведь в мифологии коми
Медведь (коми oš, ош) — один из ключевых персонажей в мифологии финно-угров в целом и народов коми в частности. В мифологии — сверхъестественное существо, сильное, обладающее разумом.

## Роль в мифологии
Считалось, что в начале времён Ош обитал на небе и был сыном могучего демиурга Ена, но, будучи очарован земной пищей — горохом, спустился на землю по гороховому стеблю и стал жить на земле.
Находясь на небе, он увидел на земле женщину, которая уронила половинку горошины. Не удержавшись, он слез на землю и съел её. Демиург разгневался на него и оставил жить на земле.
Медведь обладал свойствами шаманского перевоплощения. Он мог превращаться в человека, выполнив ритуал переката через медвежью шкуру. Так же поступали колдуны-оборотни.
Считалось, что единственное отличие человека от Оша — наличие большого пальца на кисти. Коми-зырянский миф говорит о том, что Ош попросил у своего отца Ена дать ему большой палец. Ен согласился, однако поставил условие, что, если он наградит им Оша, то собаке придётся дать лук и стрелы, а человеку крылья.
У христианизированных коми Ош обратился с подобной просьбой к Николе-угоднику и, аналогично первому варианту мифа, получил аргументированный отказ. Взамен Ош получил право осенью чувствовать себя полным хозяином в лесу.
Ош был как положительным героем, так и отрицательным. Чёрный медведь у коми являлся символом смерти.

## Ритуал охоты у коми
В некоторых районах современной Республики Коми и Пермского края мясо медведя считалось пеж — нечистым. Его не следовало употреблять в пищу, видимо, из-за мифического сходства медведя с человеком. Считалось даже, что Ош способен воспринимать человеческую речь. Таким образом, его стоило просить о том, чтобы он не разорял ульи и охотничьи места.
Однако ему приносили жертву для удачной охоты на других представителей фауны.
Перед охотой медведю варили сладкую кашу из ржаной муки и оставляли на ночь перед охотничьим срубом. Если утром котелок с кашей оказывался пустым, считалось, что охота будет удачной.
Если же Оша приходилось убивать целенаправленно, то нужно было клятвенно извиниться перед ним в том, что не охотники виновны в его смерти, а «русская пищаль». В раненого Оша не следовало стрелять дважды, так как он оживал даже при смертельной ране. Сердце первого убитого Оша наполняло молодого охотника силой и отвагой. Существовало поверье, что охота на сорокового Оша особенно опасна.
Убитому Ошу удаляли когти и зубы, голову хоронили, говоря ритуальные слова: «Хороним тебя вниз головой. Не придёшь больше сюда».
Кроме того, подкинутые под остов дома кости Оша сулили хозяину много проблем. Зубы Оша, напротив, считались амулетом, оберегающим от ревматизма и порчи.
У охотников, лесорубов и людей других «лесных» профессий Ош считался ипостасью лесного хозяина Ворсы.

### Ритуал охоты, зафиксированный этнографомСидоровым А. С.
В 20-х гг. XX в. в одном из печорских сёл Сидорову А. С. удалось зафиксировать целый комплекс сакральных ритуалов при охоте на медведя.
Подбор охотников на Оша происходил в глубокой тайне от женщин и детей. Охотник-организатор приходил в сумерках к наиболее опытным охотникам со словами: «Я куда-то собрался идти, вы идёте со мной или нет?». Если ему давали положительный ответ, местом сбора для охоты считалась опушка, которая была ближе всего к логову медведя.
Одеждой для предприятия служило бельё, надетое на охотников в момент принятия решения об охоте.
Мужчины, имевшие незадолго до этого половые сношения, были обязаны сходить в баню, чтобы провести обряд очищения. После бани детально обсуждался план охоты и действия при чрезвычайных обстоятельствах, так как во время охоты не позволялось произносить ни слова.
При отправлении на охоту следовало умыться в ближайшем источнике, либо символично оросить себя землёй, захватывая её горстями.
После убийства Оша вначале у него следовало удалить зубы и когти. Именно после этого ритуала медведь считался окончательно мёртвым. Затем снимали шкуру, отрезали голову. Голову и сердце нанизывали на кол, который втыкали на месте убийства Оша или прикрепляли на ближайшем к месту убийства дереве. Только после этого снимался запрет радоваться удачной охоте, но, тем не менее, запрещалось восторгаться упитанностью добычи или её размерам.
У мёртвого Оша перерезали сухожилия. Там, где была отрезана голова, выкапывали яму, ориентированную с востока на запад. Если Ош находился в момент смерти не на земле, а, например, на дереве, то ту часть дерева, где покоилась голова, выпиливали. Голову Оша клали мордой вниз, произнося вышеприведённую ритуальную фразу, затем закапывали и покрывали мхом.
Некоторые коми-зыряне зарывали голову Оша в хлеву, так как считалось, что она отгоняет болезни и нечистую силу.
После окончания охоты все возвращались в деревню, поднося угощения руководителю охоты, могильщику и тем, кто был впервые на охоте.

## Любовные похождения Оша
Среди коми очень популярны сказания о похищении Ошем женщин для супружеского сожительства. Позже он либо отпускал женщин, либо они убегали сами. Нередко говорится о потомстве от Оша и похищенной женщины. В частности, коми-пермяцкий народный герой Кудым-Ош по фольклорной традиции происходил от отца Оша и своей матери Пэвсин.
Существовало поверье, что беременной женщине стоило остерегаться ходить в лес, если она беременна будущим охотником, иначе Ош способен разорвать её чрево и вынуть плод.

## Мифологемы об Оше

### Этиологический мифо сотворении медведя
Согласно коми-пермяцкому мифу, Ен вдохнул жизнь в глиняные прообразы животных, в том числе и Оша. На следующий день Ен вылепил хвосты и отдал животным примерить. Ош никак не мог решить, какой взять хвост и в результате все хвосты разобрали. Ош очень расстроился. Тогда Ен собрал остатки глины, застрявшей между пальцами, и сделал Ошу хвост. Оттого он и получился маленьким, но толстым.

### Космогонический мифо сотворении земли
У коми-пермяков Ош являлся сотворителем земного рельефа. Земля в начале времён была ровной и плоской, но пришёл Ош и расцарапал её когтями так, что образовались болота и бугры, впадины и горы.
У коми-зырян в аналогичном процессе участвовал также Земляной олень — вымерший мамонт. Их образы в пермском зверином стиле иногда совмещались, например, найдены бронзовые фигурки медведя с бивнем мамонта.

### Связь с загробным миром
Ош представлен в пермском зверином стиле и как страж загробного мира. Он находится в самом низу композиции, над ним или на нём располагается человеческий череп. На изображениях о связи Оша с миром мёртвых присутствует мотив его следования против хода солнца. На спине Ош несёт человека. Это указывает на верования коми о доставке души усопшего в мир мёртвых или же о путешествии шамана в хтонический загробный мир.
В поминальных плачах в метафоричной форме часто употреблялась:
- шкура Оша как занавеска на окнах;
- шкура Оша, расстеленная в переднем углу комнаты;
- усевшийся там же чёрный Ош[2].